# Vernaya fulva
Vernaya fulva є видом гризунів родини Muridae. Він названий на честь дослідника і торговця антикваріатом Артура Вернея, який спонсорував експедицію, під час якої тварина була вперше виявлена. Це єдиний живий вид у роду Vernaya, який не має підвидів.

## Розповсюдження
Vernaya fulva зустрічаються на півдні Китаю, в провінціях Юньнань, Ганьсу, Сичуань і Шеньсі, а також на півночі М'янми. Мешкає в гірській місцевості на висоті від 2100 до 2700 метрів. Також відомі чотири вимерлих види роду Vernaya, усі виявлені в плейстоценових відкладеннях з південного Китаю, поряд із скам'янілостями V. fulva. Судячи з місць вилову екземплярів, тварина населяє густу рослинність, наприклад низький чагарник і папоротник.

## Опис
Вчені зафіксували лише кілька екземплярів V. fulva. Зразки показують, що це відносно невелика миша з довжиною голови та тіла від 58 до 75 міліметрів. Шерсть описана як м'яка та пухнаста, від коричнево-помаранчевого кольору вздовж середини спини до насичено-помаранчевого кольору на боках, шиї, плечах і боках обличчя. Нижня частина тіла блідо-коричневого кольору, а вуха коричневі. Хвіст набагато довший за тулуб, довжиною від 12 до 13 сантиметрів, темно-коричневого кольору і майже голий, без видимого пучка. Лапи мають помаранчеве хутро на верхній поверхні та більш бліде знизу; всі пальці мають гострі кігті, за винятком першого пальця передніх лап, які замість цього несуть сплощені нігті.